# Birra Itala Pilsen

Stabilimento della Itala Pilsen in Via Borromeo a Padova negli anni '50.

Birra Itala Pilsen S.p.a. era un'azienda italiana specializzata nella produzione di birra.
Attualmente è un marchio di Birra Peroni.

## Storia
Nel 1915 il padovano Arrigo Olivieri (1887-1958) marito di Italica Zacutti detta Italia, con i soci Giovanni Pietro Frigo, Guido Moschini, Ciro Zacutti e Leone Udine, rilevano la ditta Birra Cappellari con sede a Padova in via dei Borromeo, fondata nel 1895 da Luigi Cappellari, scomparso prematuramente. Nel 1920 rimangono soci i soli Olivieri e Frigo che dal 1921 iniziano a produrre una nuova specialità di birra denominata "ITALA PILSEN". Il 2 maggio 1923 comunicano alla locale Camera di Commercio il nuovo nome della loro fabbrica di birra ora denominata Itala Pilsen, rinnovata e inaugurata ufficialmente il 20 marzo 1923alla presenza delle principali autorità cittadine.
Nel 1927 Itala Pilsen acquisisce la rete di vendita di un'altra storica ditta padovana Birra Maura fondata nel 1856, a seguito della chiusura dopo la messa in liquidazione.
Nel 1948 cambia la ragione sociale in accomandita semplice. In questo periodo, diventa la quarta azienda italiana, coprendo il 7% del mercato nazionale. Nel 1950 diventa una S.p.a. e viene rilevata al 50% dalla Birra Peroni e dalla Birra Pedavena. Nel 1962 viene inaugurato il nuovo centro di imbottigliamento. Nel 1970 diventa interamente di proprietà di Birra Peroni.
Oggi Itala Pilsen esiste come marchio di Peroni che nel giugno 2016 ne ha ripreso la produzione con questo marchio nel proprio stabilimento di Padova.

## Premi
- Medaglia d'onore - Bruxelles, 1966[6]
- Medaglia d'argento - Parigi, 1967[6]

## Nei media
- Il marchio "Itala Pilsen" compare nel film Il padrino.[7]
- L’insegna del marchio compare anche verso il minuto 14 del film Ossessione del 1943 di Luchino Visconti